# Titularerzbistum Garella
Garella ist ein Titularerzbistum der römisch-katholischen Kirche.
Es geht zurück auf einen ehemaligen Sitz eines Erzbischofs in der römischen Provinz Thracia bzw. Europa im europäischen Teil der Türkei.
| Titularerzbischöfe von Garella |                                  |                                                |                   |                |
| Nr.                            | Name                             | Amt                                            | von               | bis            |
| 1                              | Anton Bonaventura Jeglič         | emeritierter Bischof von Ljubljana (Slowenien) | 17. Mai 1930      | 10. Juli 1937  |
| 2                              | Eduardo Tonna                    | emeritierter Erzbischof von Izmir (Türkei)     | 2. Dezember 1937  | 15. April 1939 |
| 3                              | Gabriel Breynat OMI              | Apostolischer Vikar von Mackenzie (Kanada)     | 11. Dezember 1939 | 10. März 1954  |
| 4                              | Francisco Javier Nuño y Guerrero | Koadjutorerzbischof von Guadalajara (Mexiko)   | 18. Dezember 1954 | 25. März 1972  |